# Microtrigonia marsupialis
Microtrigonia marsupialis är en trollsländeart som beskrevs av W. Foerster 1903. Microtrigonia marsupialis ingår i släktet Microtrigonia och familjen segeltrollsländor. Inga underarter finns listade i Catalogue of Life.